# Łempiccy herbu Junosza

Herb Junosza

Łempiccy herbu Junosza – polska rodzina szlachecka i ziemiańska.
Ród Łempickich – gałąź klanu Junoszów, osiadłego w średniowieczu na Mazowszu – wywodził się z Łempic (Łępic) w ziemi zakroczymskiej. W XIX w. jedna z gałęzi była związana z Małopolską.
W XVIII w. Łempiccy byli jedną z ważniejszych rodzin w województwie mazowieckim, dzierżąc rozliczne lokalne urzędy w ziemi zakroczymskiej i wyszogrodzkiej. Część potomków sędziego ziemskiego zakroczymskiego Pawła Łempickiego (zm. 1762) weszła na przełomie XVIII i XIX w. w kręgi arystokratyczne, koligacąc się z takimi rodzinami jak np. Mikorscy, Nakwascy, Sołtykowie, Dunin Wąsowiczowie, Tyszkiewiczowie, Lubienieccy, Morawscy, Rostworowscy, Michałowscy, Kossakowscy, czy Łubieńscy. Na początku XX w., w wyniku adopcji Stanisława Łempickiego przez hr. Jerzego Henryka Małachowskiego, powstała nowa linia rodu o nazwisku Małachowski-Łempicki (skończyła się ona jednak już w następnym pokoleniu, na jedynej córce Stanisława, Elżbiecie z Małachowskich-Łempickich Toczyłowskiej, ur. 1924).

## Osoby
- Adam Łempicki (zm. przed 1641) – kanonik smoleński, fundator bursy dla ubogiej młodzieży
- Adelajda Łubieńska z domu Łempicka (1825–1915) – matka Bernarda Łubieńskiego
- Aleksander Łempicki (1922–2007) – fizyk, wykładowca akademicki
- Andrzej Łempicki (XVII w.) – sędzia ziemski i grodzki, podstarości, poseł na sejm
- Bonawentura Łempicki (XVIII w.) – cześnik zakroczymski, elektor Stanisława Augusta
- Dominik Łempicki (zm. 1939) – przemysłowiec, kawaler maltański
- Dorota Łempicka (1926–1944) – uczestniczka powstania warszawskiego
- Ignacy Łempicki (XVIII w.) – generał major wojsk koronnych, poseł na Sejm I Rzeczypospolitej
- Ignacy Łempicki (ur. 1766) – chargé d’affaires polski w Wiedniu
- Ignacy Łempicki (1801–1876) – oficer powstania listopadowego
- Jadwiga Gamska-Łempicka (1903–1956) – poetka
- Jakub Łempicki (1555–1608) – sekretarz królewski, opat lubiński i kanonik krakowski
- Jan Łempicki (XVIII w.) – starosta różański, kilkakrotnie poseł na sejm
- Jan Kanty Łempicki (1794-1879) – syn Juliana i Barbary Wolskiej, dziedzic dóbr Rembieszyce oraz Chomentowa
- Romuald Łempicki (ur. 1844) – syn Jan Kantego i Honoraty Mneńskiej, ostatni dziedzic dóbr Chomentowa
- Julian Łempicki (1882-1940) – syn Romuald i Jadwiga Życieńskiej. Sędzia, notariusz, oficer rezerwy, ofiara zbrodni katyńskiej
- Jan Łempicki (1910–1944) – syn Juliana i Haliny Rzeszotowskiej, historyk filozofii
- Józef Łempicki (1745–1829) – chorąży wyszogrodzki
- Józef Łempicki (zm. 1861) – sybirak
- Kajetan Łempicki (ok. 1750–1830) – uczestnik konfederacji barskiej i powstania kościuszkowskiego
- Kazimierz Łempicki (XVIII w.) – stolnik zakroczymski, elektor Stanisława Augusta, poseł na Sejm Wielki
- Ludwik Łempicki (1791–1871) – senator-kasztelan Królestwa Polskiego
- Mateusz Łempicki (XVII w.) – podstarości grodzki płocki
- Paweł Łempicki (XVI w.) – sędzia grodzki zakroczymski
- Stanisław Łempicki (1886–1947) – historyk literatury, pisarz, profesor Uniwersytetu Jana Kazimierza
- Stanisław Małachowski-Łempicki (1884–1959) – prawnik i historyk, badacz wolnomularstwa
- Tamara Łempicka z domu Gurwik-Górska (1898–1980) – malarka
- Walentyna Łempicka (1833–1918) – zakonnica, Służebnica Boża
- Wojciech Łempicki (XVII w.) – podsędek łomżyński, sędzia, komisarz pograniczny ds. z Prusami Książęcymi
- Wojciech Łempicki (XVIII w.) – łowczy różański
- Zygmunt Łempicki (1867–1932) – generał podporucznik Wojska Polskiego
- Zygmunt Łempicki (1886–1943) – teoretyk literatury, germanista, profesor Uniwersytetu Warszawskiego

## Posiadłości

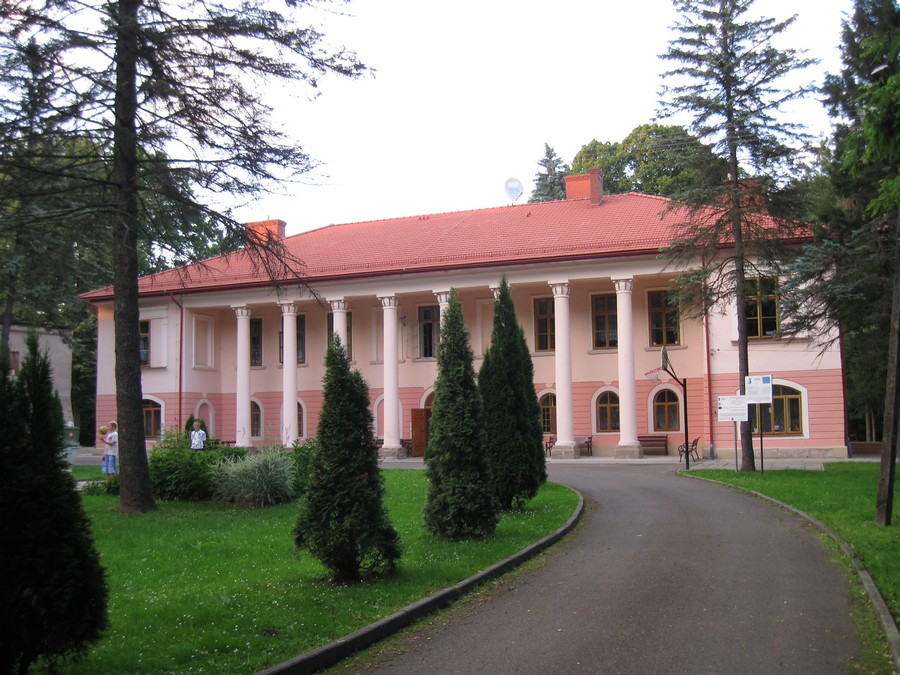
Pałac w Żyznowie na Podkarpaciu
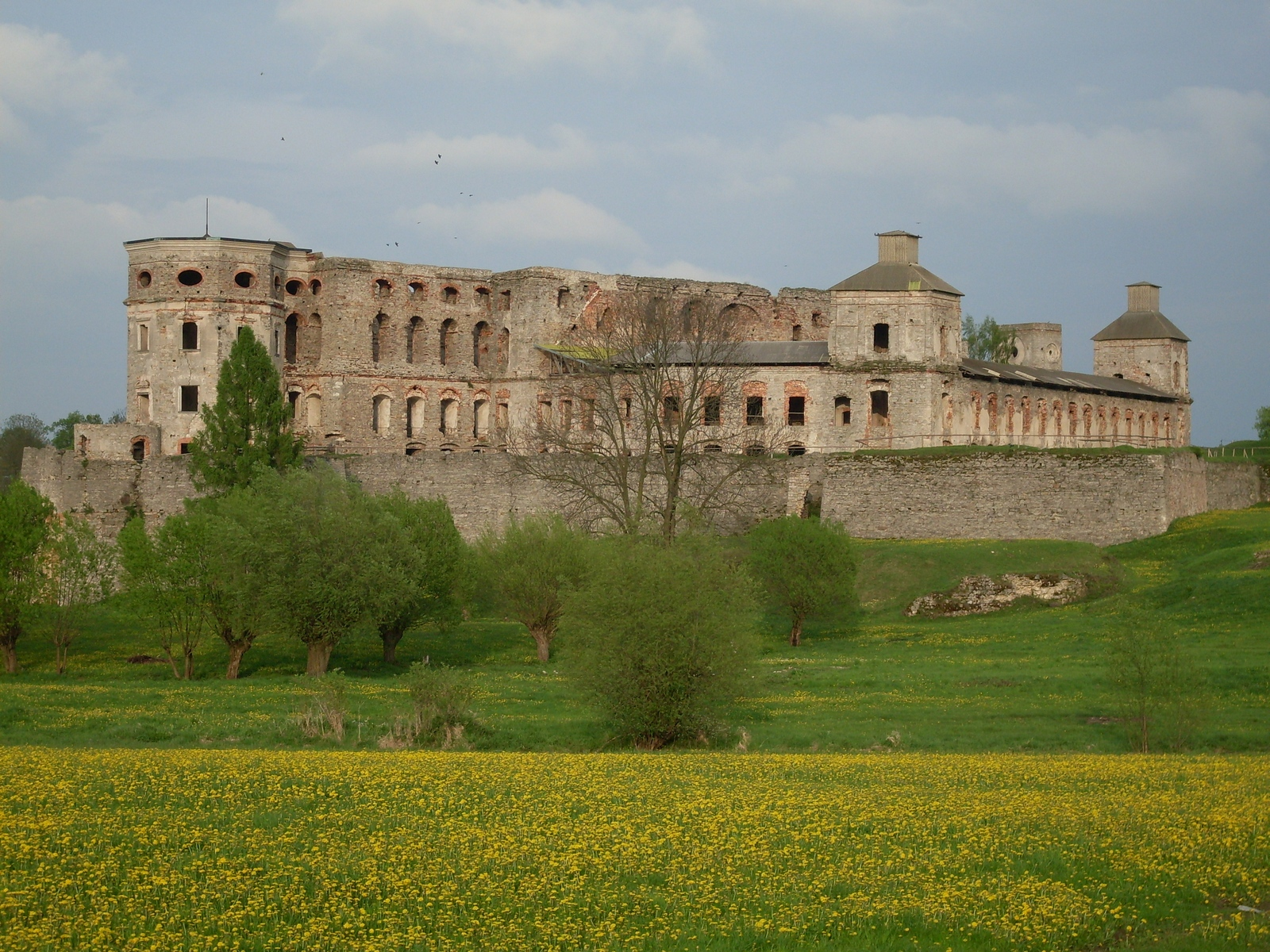
Ruiny zamku Krzyżtopór w Ujeździe, które w XIX w. były własnością Łempickich (odziedziczone po Sołtykach)